# Polyrhachis
Polyrhachis este un gen de furnici formicine găsite în Lumea Veche cu peste 600 de specii. Genul nu a fost încă rezolvat cuprinzător și conține multe specii variate, inclusiv țesători de cuiburi (de exemplu, Polyrhachis dives), lucrători care înoată (de exemplu, Polyrhachis sokolova), lucrători care trăiesc pe sol (de exemplu, Polyrhachis proxima) și locuitori ai copacilor (de exemplu, Polyrhachis bicolor).

## Specii selectate
- Polyrhachis ammon (NSW)
- Polyrhachis beccari
- Polyrhachis bihamata
- Polyrhachis bugnioni
- Polyrhachis convexa
- Polyrhachis curvispina
- Polyrhachis cyaniventris
- Polyrhachis dives
- Polyrhachis exercita
- Polyrhachis gibbosa
- Polyrhachis gracilior
- Polyrhachis hagiomyrma
- Polyrhachis hippomanes
- Polyrhachis horni
- Polyrhachis illaudata
- Polyrhachis jerdonii
- Polyrhachis lamellidens
- Polyrhachis nigra
- Polyrhachis punctillata
- Polyrhachis rastellata
- Polyrhachis rupicapra
- Polyrhachis scissa
- Polyrhachis semiinermis
- Polyrhachis sokolova
- Polyrhachis sophocles
- Polyrhachis thrinax
- Polyrhachis tibialis
- Polyrhachis xanthippe
- Polyrhachis yerburyi